# Regatul Jaffna
Regatul Jaffna, cunoscut și sub numele de regatul Arya Chakravarti, este o monarhie care s-a aflat în regiunea nordică a actualului stat Sri Lanka și a cărei capitală a fost Nallur. A atins expansiunea sa maximă la mijlocul secolului al XIV-lea.

## Istorie

### Originea conform legendei

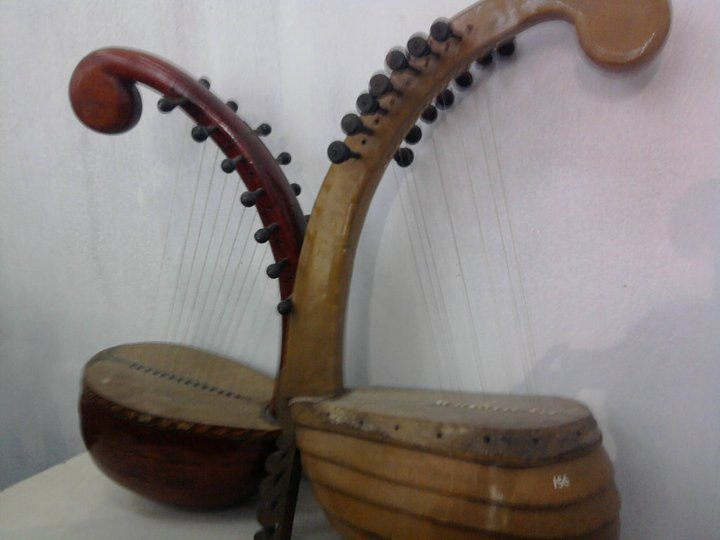
Instrumentul muzical de la care a provenit numele regatului

Originea numelui Jaffna, în limba tamilă Yaalpanam, este explicată de cronicile locale. „Yaal” este un instrument cu coarde care datează din perioada sangamului, iar „panar” desemnează muzicienii care în antichitate cântau la curtea regilor. Poemele Sangam mărturisesc faptul că acești barzi se bucurau de un imens respect în fața regilor, deoarece au renunțat la tot pentru a folosi limba tamilă. Yaalpanam înseamnă, deci, țara muzicianului. Într-adevăr, o legendă spune că un muzician orb a primit pământ în nordul Sri Lankăi drept recompensă după ce a cântat la curtea unui rege. Legenda mai spune, de asemenea, că muzicianul și însoțitorii săi s-au instalat pe aceste locuri și au răspândit cultura tamilă.
Totuși, legenda mai spune că după moartea muzicianului, poporul tamil a rămas fără rege. Un anume Malavan Paandi a plecat apoi la Madurai pentru a căuta un nou rege pentru Jaffna.

### Atestare istorică
Atestarea istorică a regatului datează din 1215, când sursele singaleze raportează o invazie a lui Kalinga Magha din India, care era prezentat ca ministru al regelui pandian. Cu toate acestea, persoana lui Kalinga Magha este una controversată. Nu a domnit niciodată în Jaffna. Capitala sa era Polonnaruwa. Nu este în general considerat ca fiind fondatorul regatului Jaffna.
Adevăratul fondator al Regatului Jaffna pare a fi Kulasekara Singai Aryan (1240-1256) care, ca și succesorii săi care au condus Jaffna, a purtat titlul Singai Aryan, Singai fiind numele vechi al capitalei regatului, Nallur. Kulasekara este considerat cel care a fondat orașul Nallur și cel care l-a declarat capitală.

### Dinastia Arya Chakravarti
Primii regi care au domnit în Jaffna au fost supuși ai regatului Pandya. În jurul anului 1335, când sudul Indiei era invadat de musulmani și vechea dinastie a Pandiei era pe sfârșite, regatul Jaffna a început să devină mai puternic. El a devenit singurul regat tamil care a supraviețuit. În această perioadă, a existat un val de migrație a tamililor care fugeau din sudul Indiei spre Jaffna.
În jurul anului 1350, regatul Jaffna cunoaște expansiunea sa maximă. Era cel mai puternic regat din Sri Lanka, iar celelalte regate ale insulei îi plăteau tribut. Inscripțiile precum Kottagama stau mărturie despre această epocă. Economia a înflorit, regii investind în comerțul cu perle. Istoricul Ibn Battuta, care a vizitat Jaffna în 1344, a scris despre bogățiile pe care le-a văzut în acest regat și a relatat că la acea vreme regatul era cel mai puternic de pe insulă.
Dinastia Arya Chakravarti a favorizat, de asemenea, apariția literaturii tamile din Sri Lanka. În timpul domniei acesteia, au fost compuse mai multe cronici care au povestit originea Regatului Jaffna. Exemple sunt Vaiyaa paadal și Kailaaya maalai. În aceeași perioadă au fost scrise și tratate de medicină, matematică și astrologie.

### Parte a Regatului Kotte
Invazia regatului Jaffna de către prințul Regatului Kotte, Sapumal Kumara (cunoscut în limba tamilă sub numele de Chempagha Perumaan), pune capăt erei Arya Chakravarti. Cucerirea este prezentată în cronici ca fiind sângeroasă: capitala și templul Nallur, simboluri al puterii regale, sunt distruse. Prințul domnește la Jaffna timp de 17 ani, timp în care regele Jaffna și cei doi fii ai săi se refugiază în Madurai. Se spune că, mai târziu, regretând fapta sa, prințul singalez a reconstruit capitala Nallur și templul său.
În jurul anului 1467, după moartea tatălui său, prințul este chemat în regatul său. Regele Jaffnei profită de această plecare a prințului și își recucerește regatul. Cu toate acestea, dinastia Arya Chakravartis își pierduse gloria. Regii din Jaffna renunță treptat la titlul lor de Singai Aryan. Sosirea portughezilor în Colombo în 1505 a marcat începutul declinului lor.

### Declinul și dizolvarea
Portughezii, care au debarcat pe insula în 1505, au început să se intereseze de comerțul cu perle pe care îl făcea regele Jaffnei. Comercianții se stabilesc în Mannar. Cu toate acestea, ei s-au confruntat cu lipsa de încredere de la regele Sangili I (1519-1561), un rege foarte apreciat de populația locală. În acea perioadă, Portugalia a inițiat activități misionare în regat. Noii convertiți nu se mai simțeau supuși ai regelui Jaffnei, acesta fiind hindus. Neapreciind faptul că își pierde supușii, Sangili I s-a deplasat la Mannar, unde îi ucide pe misionari.
Sub pretextul acestui incident, portughezii au lansat în 1560 cucerirea Jaffnei. Trupele de la Jaffna și portughezii s-au confruntat la Colombuthurai. Portughezii au câștigat bătălia și l-au obligat pe regele Jaffnei să se supună autorității regelui Portugaliei. Regatul Jaffnei a pierdut controlul asupra perlelor Mannar și a fost obligat să aducă portughezilor tribut constând în elefanți. Regatul slăbit al Jaffnei a continuat să existe până în 1619, când regele Sangili al II-lea a decis să îi înfrunte din nou pe portughezi cu ajutorul trupelor din sudul Indiei. Phillipe de Oliveira a condus armata portugheză, iar regele a fost luat prizonier, dus la Goa și spânzurat. Pentru ca nimeni să nu poată pretinde tronul, membrii familiei regale au fost obligați să se convertească la catolicism, ceea ce îi făcea imediat ilegitimi să domnească.
Invazia portugheză a marcat nu numai sfârșitul regatului Jaffna, ci și distrugerea tuturor monumentelor construite în această perioadă. De fapt, portughezii au forțat locuitorii să nu se mai închine zeităților lor și au început să distrugă toate templele regatului și ale orașului fortificat Nallur. Yaalpana vaipava maalai raportează că portughezii au ridicat fortul Jaffna, folosind pietre din monumentele demolate.

## Economie

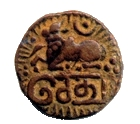
Moneda regatului cu inscripția setu

Economia regatului Jaffna s-a bazat esențial pe comerțul cu perle și elefanți. Regii Jaffnei au pus stăpânire pe porturile Mannar și Puttalam, cunoscute pentru pescuitul de perle.
Regatul Jaffna a profitat și de tributurile plătite de conducătorii vanni.
Piața cunoscută sub numele de „muthirai santhai”, care se afla în centrul orașului fortificat Nallur, aducea și ea venituri regilor. Comercianții care doreau să-și vândă produsele în acest loc trebuiau să plătească regelui o taxă. De la acest lucru a provenit denumirea pieței, „muthirai” desemnând ștampila care certifica faptul că un produs poate fi vândut în acest loc.

## Cultură
Cultura regatului Jaffna a fost o cultură hindusă și tamilă, foarte asemănătoare cu cea găsită în statul Tamil Nadu din India. Locuitorii regatului Jaffna sunt hinduși din secta care îl venerează pe Shiva.
Shivaismul este un element esențial al culturii regatului Jaffna: steagul regatului Jaffna reprezintă Nandi, muntele lui Shiva. Multe temple shiva au fost construite de-a lungul anilor, multe dintre ele cu semnificație culturală și istorică în peninsula Jaffna: templul Nallur kandaswamy, fostul templu regal, templul Maviddapuram, unde o prințesă cu chip de cal s-ar fi vindecat în timp ce făcea baie. Alte temple sunt Ketheeswaram la vest și Thirukonamalai la est. Modul de viață al populației era influențat puternic de numeroasele temple construite în peninsula Jaffna în timpul monarhiei.
Faptul că regatul a rămas izolat mult timp de contactul exterior a păstrat o cultură tamilă intactă care nu se mai găsește în Tamil Nadu, zonă care a cunoscut o modificare a culturii sale din cauza influențelor străine, în special telugu și islamice. Astfel, se spune că limba tamilă vorbită în această regiune este cea mai apropiată de tamila clasică, ceea ce reprezintă o sursă de mândrie pentru populație.

## Situația actuală
Regatul Jaffna a fost dizolvat odată cu executarea ultimului său rege în 1619. Familia regală, convertită la catolicism, a pierdut toată legitimitatea în ochii populației. Cu toate acestea, regatul antic continuă să aibă o influență asupra populației în viața sa de zi cu zi. Această influență se obține prin structura ierarhică care a fost instituită sub monarhie și a continuat să fie păstrată până în anii '60. Un exemplu al acestei influențe este politețea față de persoanele în vârstă și de străini. Astăzi, în toate familiile, politețea este demonstrată față de părinți, frați și surori cu o diferență mare de vârstă. În unele familii conservatoare, și părinții folosesc termene de politețe față de copii.
În plus, legea care reglementa moștenirea și proprietatea sub monarhie continuă să se aplice și astăzi (exclusiv pentru tamilii din provincia de nord). Această lege a fost transcrisă în timpul colonizării olandeze. Ea definește în special 3 tipuri de proprietăți pentru un cuplu căsătorit: mathusam, proprietățile bărbatului care se transmit din tată în fiu, sithanam, proprietățile femeii (zestrea) transmise de la mamă la fiică, și proprietățile dobândite de cuplu în timpul căsătoriei lor, care vor fi transmise copiilor lor indiferent de sex.